# Chrám Zesnutí přesvaté Bohorodice (Astrachaň)
Chrám Zesnutí Přesvaté Bohorodice v Astrachani je katedrální pravoslavný chrám Ruské pravoslavné církve v Astrachani na území Astrachaňského kremlu. Uspenský chrám je považován za jeden z nejlepších příkladů ruské chrámové architektury počátku 18. století a je jedním z nejlépe dochovaných architektonických chrámových komplexů v Rusku.

## Historie

### První chrám (dřevěný)
První dřevěný a velmi malý chrám v Astrachani nechal na tomto místě postavit v roce 1568 igumen Kirill a zasvětil jej na počest svátku Setkání Vladimirské ikony Matky Boží v Moskvě roku 1395 a osvobození od hord Tamerlána (26. srpenjul.kal.). Důvodem byla stejnojmenná ikona, kterou po igumenovi poslal car Ivan IV. Hrozný jako požehnání novému městu Astrachaň, které bylo založeno roku 1558.

### Druhý chrám (kamenný)
Město Astrachaň se rozrůstalo a malý chrám již nemohl stačit. S požehnáním prvního ruského patriarchy Jova byl na počátku 90. let 16. století do Astrachaně vyslán igumen Theodosius, který byl pověřen stavbou nového chrámu.
Nový kamenný chrám u východní stěny kremlu byl dokončen v roce 1602 a pojmenován na počest Zesnutí Přesvaté Bohorodice. Astrachaň byla považována za mladší sestru carského města Moskvy, které bylo nazýváno domem Přesvaté Bohorodice, a tak dostala podobný titul a její hlavní katedrální chrám nese jméno podobné moskevskému chrámu Zesnutí Přesvaté Bohorodice (Uspenský). V souladu s tím byla ikona Matky Boží Vladimirské přenesena ze starého Sretěnského chrámu do nového chrámu, aby zde byla umístěna podobně jako zázračná ikona Vladimirská sídlí v moskevském Uspenském chrámu.

### Stavba chrámu
Koncem 17. století začal chrám chátrat. Tehdejší astrachaňský metropolita Savvatij začal shromažďovat prostředky na stavbu nového chrámu. Metropolitovi se podařilo shromáždit dary ve výši 10000 rublů, ale prvního července 1696 zemřel a jím vybrané peníze byly odvezeny do civilního oddělení. Nový astrachaňský metropolita Sampson z těchto peněz obdržel pouze 3996 rublů, kterými mohl zaplatit demontáž starého chrámu a připravit materiál pro stavbu nového. Arcipastýř se obrátil roku 1698 s prosbou o pomoc na cara Petra I. Podpora ze strany vlády se nedostavila, ale metropolitovi se podařilo získat pozornost místních obchodníků, kteří dary na chrám nešetřili, o čemž svědčí i samotný vzhled chrámu.

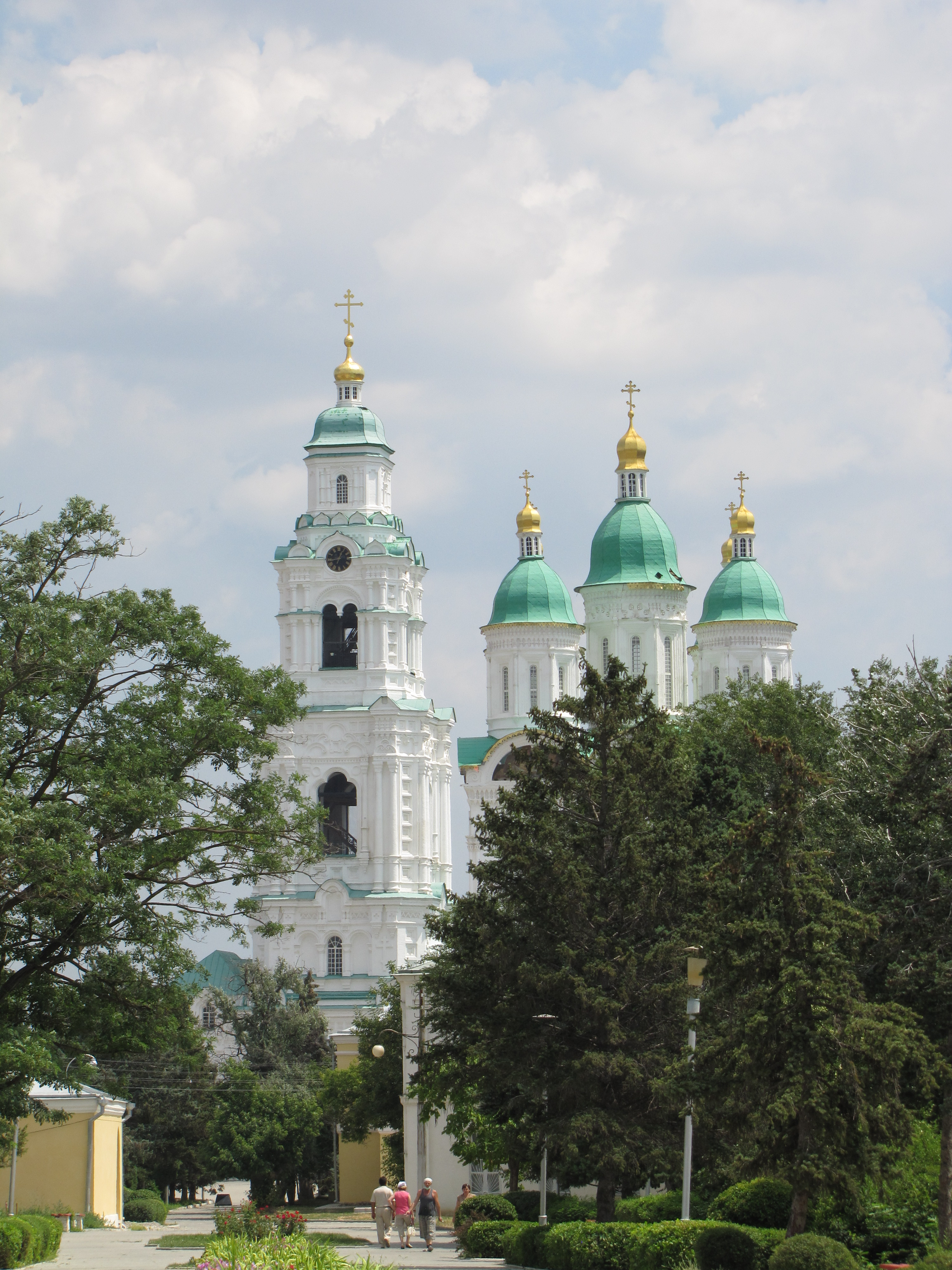
Uspenský chrám, Astrachaň

Na stavbu chrámu najal metropolita Sampson třicet zedníků pod vedením nevolnického architekta Dorotheje Mjakiševa. Dne 1. října 1699 byla zahájena stavba nového chrámu. Zpočátku architekt uvažoval o katedrále s jednou velkou kupolí, ale během stavby se kvůli spěchu v roce 1702 zřítila klenba chrámu a místo jedné obrovské kupole jich bylo postaveno pět, což chrámu nepochybně dodalo jiný vzhled. V letech 1705-1706 se Astrachaň stala dějištěm takzvaného svatebního povstání strelců, jednoho z největších městských protivládních povstání v Rusku, které zastavilo postup prací, neboť mnoho zedníků, kopáčů a studnařů se tehdy přidalo k povstalcům.
V roce 1707 byl dolní kostel zasvěcen Vladimirské ikoně Matky Boží. V roce 1708 byla obnovena boční kaple v dolním kostele ve jménu svatých Atanáše a Cyrila Alexandrijského. V roce 1709 v důsledku silného požáru shořely chrámové hlavy na téměř dokončeném chrámu. Hlavní kamenické práce na stavbě katedrály byly dokončeny v roce 1710. Horní hlavní chrám byl vysvěcen 14. srpna 1710.
V roce 1800 byla v dolním kostele na jižní straně postavena další boční kaple na jméno svatých Platona a Petra (v roce 1864 byla přejmenována na apoštolům rovných Cyrila a Metoděje). V roce 1819 dostal chrám darem stříbrná carská vrata, které v Petrohradě vyrobil mistr Theodor Stande. V letech 1859-1861 byly ikony v ikonostasu obnoveny mistry ikonopisci z Trojicko-sergijevské lávry.

### Chrám ve 20. století
V roce 1910 byla vedle chrámu postavena nová zvonice. Po uchopení moci bolševici chrám v lednu 1918 uzavřeli pro bohoslužby. Chrám byl opakovaně prohledáván, pustošen a postupně byl zabaven veškerý církevní majetek. V roce 1929 se uvažovalo o zničení chrámu, ale rozhodnutí bylo přehodnoceno ve prospěch přestavby pro jiné potřeby. Výsledkem bylo zohyzdění chrámového vzhledu – v roce 1931 shořel unikátní osmistupňový ikonostas, chrámové ikony byly zničeny, ve 30. letech byla zničena galerie. Katedrála byla později využívána jako muniční sklad, kasárna pro vojáky, muzeum místní historie. Chrám a část budov Astrachaňského kremlu byla roku 1958 převedena do působnosti odboru kultury Oblastního výkonného výboru, kolem roku 1970 byl chrám restaurován. V roce 1974 byla katedrála předána Astrachaňskému muzeu regionálních studií.
Po pádu sovětské moci byl chrám Zesnutí Přesvaté Bohorodice v Astrachani postupně restaurován: byly obnoveny nástěnné malby a strop s lištami, instalován nový ikonostas a v roce 2009 bylo provedeno velké vysvěcení horního kostela.